# سيزار فيلاردي
سيزار فيلاردي (بالبرتغالية: César Filardi‏) (مواليد 6 أبريل 1946) هو سبّاح برازيلي، مثّل بلاده في الألعاب الأولمبية الصيفية 1968.

## روابط خارجية
سيزار فيلاردي على موقع الاتحاد الدولي للسباحة (الإنجليزية)
- سيزار فيلاردي على موقع أوليمبيديا (الإنجليزية)